# 基泰 (芬兰)

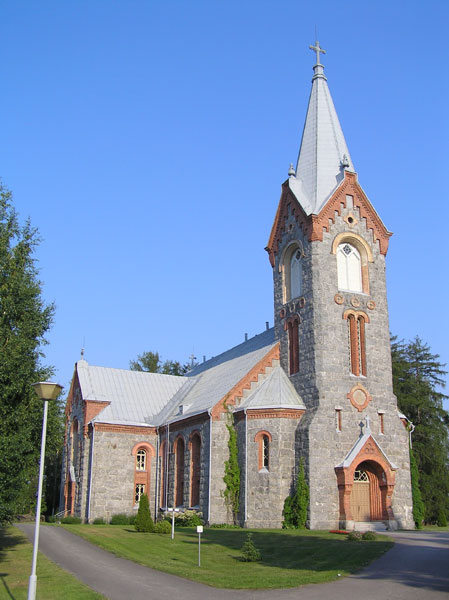
基泰教堂

基泰（芬蘭語：Kitee）是芬蘭北卡累利阿區的市鎮，位於該國東南部，距離約恩蘇60公里，面積1,724.38平方公里，其中水域面积为470.81平方公里。2020年1月时人口10,129，其中約95%居民的母語是芬蘭語。
基泰建立于1631年，在1992年获得城市地位。二战后该市镇的122平方公里的土地被割让给苏联，有约一千居民被迫迁徙。

## 历史
很久以前就有人在基泰居住。在1400年代后期诺夫哥罗德共和国就从这里收税。1617年斯托尔博沃和约之后这片地区并入瑞典。在边境地区路德宗和东正教之间关系一直紧张。基泰路德宗堂区成立于1631年。

## 外部連結
- 基泰市官方网站（页面存档备份，存于） （文）